# Diarra
Diarra, o anche Diarrah, è un comune rurale del Mali facente parte del circondario di Nioro du Sahel, nella regione di Kayes.
Il comune è composto da 6 nuclei abitati:
- Bouly
- Diarra
- Domboné
- Madina
- Niamé
- Segue